# 418
418（四百十八、よんひゃくじゅうはち）は自然数、また整数において、417の次で419の前の数である。

## 性質
- 418は合成数であり、約数は 1, 2, 11, 19, 22, 38, 209, 418 である。
  - 約数の和は720。
- 47番目の楔数である。1つ前は410、次は426。
- 各位の和が13になる32番目の数である。1つ前は409、次は427。
- 各位の平方和が平方数になる43番目の数である。1つ前は403、次は424。(オンライン整数列大辞典の数列 A175396)
42 + 12 + 82 = 81 = 92
- 418 = 32 + 32 + 202 = 72 + 122 + 152 = 92 + 92 + 162
  - 3つの平方数の和3通りで表せる58番目の数である。1つ前は410、次は422。(オンライン整数列大辞典の数列 A025323)
  - 418 = 72 + 122 + 152
    - 異なる3つの平方数の和1通りで表せる106番目の数である。1つ前は416、次は424。(オンライン整数列大辞典の数列 A025339)
- 4つの平方数の和21通りで表せる最小の数である。次は442。
  - 4つの平方数の和 n 通りで表せる最小の数である。1つ前の20通りは330、次の22通りは390。(オンライン整数列大辞典の数列 A025416)

## その他 418 に関連すること
- 西暦418年
- IC 418 - 銀河系の中にある惑星状星雲。
- G418 - ゲンタマイシンに類似した構造のアミノグリコシド系抗生物質。
- C418
- エイプリルフールとして公開されたHyper Text Coffee Pot Control Protocolにおいては「I'm a teapot（私はティーポット）」を示すHTTPステータスコード。